# Yala (Provinz)
Yala (thailändisch ยะลา, malaiisch Jolor) ist eine Provinz (Changwat) in Süd-Thailand. Die Hauptstadt der Provinz heißt ebenfalls Yala.

## Etymologie
Der Name Yala ist die thailändische Transliteration von Jala (Jawi: جال), sein ursprünglicher malaiischer Name bedeutet ‚Netz‘. Die Provinz wird auf Patani-Malaiisch auch Jolor (Jawi: جولور) genannt.

## Geographie
Yala liegt im äußersten Süden von Thailand auf der Malaiischen Halbinsel an der Grenze zu Malaysia. Yala ist die einzige Provinz im Süden des Landes, die keine Küstenlinie zum Indischen oder Pazifischen Ozean hat.
Der höchste Punkt des Sankalakhiri Gebirges (nördliche Titiwangsa-Berge), 1533 Meter hoch, liegt an der Thai-Malaysischen Grenze zwischen Yala und Perak.
| Angrenzende Provinzen und Gebiete: | Angrenzende Provinzen und Gebiete: |
| ---------------------------------- | ---------------------------------- |
| Norden                             | Pattani und Songkhla               |
| Osten                              | Narathiwat                         |
| Süden                              | Landesgrenze zu Malaysia           |
| Westen                             | Landesgrenze zu Malaysia           |

### Wichtige Städte
- Betong, die südlichste Stadt von Thailand

### Klima
Das Klima ist tropisch-monsunal, und durch die äquatornahe Lage können das ganze Jahr über ergiebige Regenfälle auftreten. Die Höchsttemperatur im Jahr 2008 betrug 36,8 °C, die tiefste Temperatur wurde mit 20,6 °C gemessen. An 164 Regentagen fielen in demselben Jahr 2181,0 mm Niederschlag.

## Wirtschaft

### Allgemeines
Yala zählt zu den reichsten Provinzen des Südens, vornehmlich wegen der ertragreichen Gummiplantagen.
Das „Gross Provincial Product“ (Bruttoinlandsprodukt) der Provinz betrug 2008 42.630 Millionen Baht. Der Mindestlohn in der Provinz beträgt 172 Baht pro Tag (etwa 4 €).

### Daten
Die unten stehende Tabelle zeigt den Anteil der Wirtschaftszweige am Gross Provincial Product in Prozent.
| Wirtschaftszweig | 2006 | 2007 | 2008 |
| ---------------- | ---- | ---- | ---- |
| Landwirtschaft   | 47,3 | 47,3 | 48,9 |
| Industrie        | 6,6  | 6,7  | 6,0  |
| Andere           | 46,1 | 46,0 | 45,1 |

Alle Angaben in %

### Landnutzung
Für die Provinz ist die folgende Landnutzung dokumentiert:
- Waldfläche: 948.710 Rai (592,9 km²), 33,6 % der Gesamtfläche
- Landwirtschaftlich genutzte Fläche: 758.512 Rai (474,1 km²), 26,8 % der Gesamtfläche
- Nicht klassifizierte Fläche: 1.118.452 Rai (699,0 km²), 39,6 % der Gesamtfläche

### Lokale Produkte
Lokale Produkte im Rahmen des Programms One Tambon One Product sind in Yala:
- Kluai-Hin-Bananen: eine Sorte ähnlich den Kluai-Nam-Wa-Banenen, die gekocht oder glasiert einen nussigen Geschmack erreichen
- Sojasauce nach Betong-Art: eine Sauce aus Soja, die speziell hergestellt wird
- Shogun-Orangen: das führende Produkt im Obstanbau von Yala, ähnlich der grünen Süßorange mit einem weicheren schmackhafteren Fleisch

### Staudämme
- Der Bang Lang-Staudamm liegt etwa 60 km von der Provinzhauptstadt entfernt, er wird vom Maenam Pattani (Pattani-Fluß) gespeist. Der Stausee überdeckt eine Fläche von etwa 50 km² und hat viele kleinere Inseln.

## Verkehr

### Eisenbahn

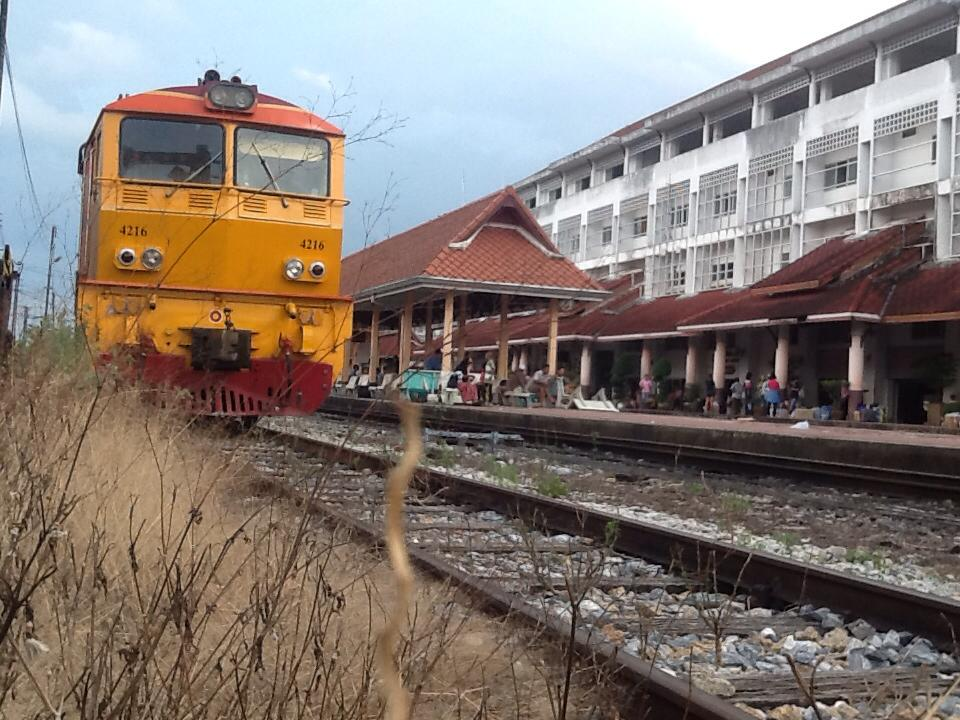
Bahnhof Yala

In der Hauptstadt Yala befindet sich ein Bahnhof an der Südbahn, die Bangkok mit Malaysia verbindet.

### Flugverkehr
Am 28. Februar 2022 wurde der Flughafen Betong in der Stadt Betong offiziell eröffnet.

### Straßen
Die wichtigste Straßenverbindung in der Provinz Yala ist die Route 410 von Pattani über Yala und Betong bis zur Grenze nach Malaysia.

## Geschichte
In vormoderner Zeit gehörte das Gebiet der heutigen Provinz Yala zum malaiischen Sultanat Patani. Dieses war dem siamesischen Königreich Ayutthaya zu Tribut verpflichtet. Nach dem Zusammenbruch Ayutthayas 1767 machte sich Pattani zunächst unabhängig, doch wurde es während der Herrschaft des siamesischen Königs Phra Phutthayotfa Chulalok (Rama I.) in mehreren Feldzügen ab 1786 erneut von Siam unterworfen. Ein Teil der Bevölkerung wurde nach Zentralthailand verschleppt und das Sultanat 1816 in sieben Provinzen bzw. Fürstentümer zerschlagen, darunter Yala und Raman, die auf dem Gebiet der heutigen Provinz Yala lagen. 
Während der Herrschaft des Königs Chulalongkorn (Rama V.) wurde durch die Thesaphiban-Reform des siamesischen Innenministers Prinz Damrong Rajanubhab ab 1892 die zuvor lockere Struktur der halbautonomen Fürstentümer und Stadtstaaten (Müang) zentralisiert. In den ehemaligen malaiischen Sultanaten im äußeren Süden des Reiches wurde die neue Verwaltungsstruktur erst 1906 mit der Errichtung des Monthon Pattani eingeführt. Nach dem Anglo-Siamesischen Vertrag von 1909 blieb dieses Gebiet bei Siam, während die benachbarten Sultanate Kedah und Perak unter britische Kontrolle gerieten.
Die bei Siam verbliebenen malaiischen Gebiete wurden in der Folgezeit verstärkt in den entstehenden siamesischen bzw. thailändischen Nationalstaat integriert und von aus Bangkok entsandten Beamten verwaltet. Dieser Prozess wird zuweilen als „interner Kolonialismus“ beschrieben. Nach dem Ende der absoluten Monarchie wurde die Verwaltungsebene der Monthon aufgelöst und die Provinzen neu zugeschnitten. So entstand aus dem südwestlichen Teil des Monthon die Provinz Yala in ihrer heutigen Form.

## Probleme
Nach langen Jahren der Ruhe ist seit 2004 eine separatistische Bewegung im Süden aktiv, die insbesondere in den Provinzen Narathiwat, Pattani und Yala Bombenanschläge durchführen und Gegner ermorden lässt. Seit Januar 2004 sind auf diese Weise mehr als 800 Menschen umgekommen. Der letzte Anschlag war am 25. Oktober 2011 im Zentrum von Yala, dabei kamen 3 Menschen ums Leben und 44 weitere Personen erlitten teils lebensgefährliche Verletzungen. Bei zwei der ums Leben gekommenen Personen handelte es sich um militante Rebellen, welche den Sprengsatz auf dem Motorroller transportierten. Insgesamt wurden 21 Sprengsätze in ganz Yala positioniert, von denen 16 explodierten, fünf weitere konnten entschärft werden. Am 24. Januar 2018 wurden bei einem Bombenanschlag auf dem Markt von Yala drei Menschen getötet.

## Bevölkerung
Yala ist eine der vier Provinzen, in denen nicht die Buddhisten (31,0 % bei der Volkszählung 2000), sondern die Muslime (68,9 %) die Mehrheit der Bevölkerung stellen. Es handelt sich meist um malaiisch-stämmige Menschen (66,1 % sind Malaien), sie sprechen einen malaiischen Dialekt, das Pattani-Malaiische (thailändisch ยาวี – Yawi). 3 % der Bevölkerung sprechen chinesische Sprachen als Erstsprache. Daneben finden sich hier auch Angehörige der Semang, die die Sprache Kensiu sprechen.

## Wappen
|  | Das Wappen der Provinz Yala zeigt einen Minenarbeiter mit einfachem Werkzeug, wie Hacke und Korb. Yala war ursprünglich eine Bergbaustadt, in deren Gegend Zinn und Wolfram abgebaut wurde. Der lokale Baum ist der rote Aschokbaum (Saraca declinata), die lokale Blume ist der Balatabaum (auch Pferdefleischholz, Mimusops elengi). Der Wahlspruch der Provinz Yala lautet schlicht: „Die südlichste Provinz von Thailand,Großartig zum Anschauen und ein Grenzland.“ |

## Verwaltungseinheiten

### Provinzverwaltung
Yala ist in 8 Amphoe (Landkreise) eingeteilt, die wiederum in 56 Gemeinden (Tambon) und 341 Ortsteile (Muban) zerfallen.
| \| Nr. \| Amphoe (Landkreise) \| Thai \| \| --- \| ------------------- \| ------------- \| \| 1 \| Amphoe Mueang Yala \| อำเภอเมืองยะลา \| \| 2 \| Amphoe Betong \| อำเภอเบตง \| \| 3 \| Amphoe Bannang Sata \| อำเภอบันนังสตา \| \| 4 \| Amphoe Than To \| อำเภอธารโต \| \| 5 \| Amphoe Yaha \| อำเภอยะหา \| \| 6 \| Amphoe Raman \| อำเภอรามัน \| \| 7 \| Amphoe Kabang \| อำเภอกาบัง \| \| 8 \| Amphoe Krong Pinang \| อำเภอกรงปินัง \| |                     |               |
| Nr. | Amphoe (Landkreise) | Thai          |
| 1 | Amphoe Mueang Yala  | อำเภอเมืองยะลา |
| 2 | Amphoe Betong       | อำเภอเบตง     |
| 3 | Amphoe Bannang Sata | อำเภอบันนังสตา  |
| 4 | Amphoe Than To      | อำเภอธารโต    |
| 5 | Amphoe Yaha         | อำเภอยะหา     |
| 6 | Amphoe Raman        | อำเภอรามัน     |
| 7 | Amphoe Kabang       | อำเภอกาบัง     |
| 8 | Amphoe Krong Pinang | อำเภอกรงปินัง   |

### Lokalverwaltung
Für das ganze Gebiet der Provinz besteht eine Provinz-Verwaltungsorganisation (องค์การบริหารส่วนจังหวัด, kurz อบจ., Ongkan Borihan suan Changwat; englisch Provincial Administrative Organization, PAO).
In der Provinz gibt es eine Großstadt (เทศบาลนคร – Thesaban Nakhon): Yala (เทศบาลนครยะลา)
und zwei Städte (เทศบาลเมือง – Thesaban Mueang): Sateng Nok (เทศบาลเมืองสะเตงนอก) und Betong (เทศบาลเมืองเบตง).
Daneben gibt es 7 Kleinstädte (เทศบาลตำบล – Thesaban Tambon).

## Sehenswürdigkeiten
(Siehe Eintrag in Yala)
- Krachang-Höhle – etwa 50 km von Yala entfernt, mit einem fließenden Gewässer und Stalaktiten
- Nationalparks:
  - Nationalpark Bang Lang – 60 km von Yala entfernt in Richtung Betong; sehr schön gelegen inmitten einer Berglandschaft mit einem neunstufigen Wasserfall, der von steilen Klippen herabfällt.